# 리뷰마켓
리뷰마켓(REVIEW MARKET)은 대한민국의 마케팅 전문 기업 유아이플래닛이 제공하는 온라인 서비스이며, 리뷰어와 광고주를 쉽고 빠르게 연결해주는 리뷰(체험단) 플랫폼이다. 인스타그램, 틱톡, 블로그, 유튜브 등 다양한 SNS 채널의 인플루언서 리뷰매체를 지원한다.

## 관련 사이트
- 리뷰마켓 홈페이지
- 리뷰마켓 블로그
- 유아이플래닛 홈페이지